# Кубок Сул-Минас
Кубок Сул-Минас (порт. Copa Sul Minas) — бразильский футбольный турнир, в котором участвовали команды Южного региона и штата Минас-Жерайс.
С 2000 года победители Кубка Сул-Минас предоставлял возможность играть в Кубке чемпионов Бразилии.
Кубок заменил собой Копа Сул, который разыгрывался лишь однажды.

## Копа Сул
| 1999 | Риу-Гранди-ду-Сул Гремио | 2 — 1 0 — 2 1 — 0 Aggregate 3 — 2 | Парана | Риу-Гранди-ду-Сул Интернасьонал | Парана Атлетико Паранаэнсе |

## Копа Сул-Минас
| 2000 | Минас-Жерайс Америка Минейро | 1 — 0 2 — 1 Aggregate 3 — 1 | Минас-Жерайс Крузейро      | Парана Атлетико Паранаэнсе   | Парана                       |
| 2001 | Минас-Жерайс Крузейро        | 2 — 0 3 — 0 Aggregate 5 — 0 | Парана Коритиба            | Минас-Жерайс Америка Минейро | Риу-Гранди-ду-Сул Гремио     |
| 2002 | Минас-Жерайс Крузейро        | 2 — 1 1 — 0 Aggregate 3 — 1 | Парана Атлетико Паранаэнсе | Риу-Гранди-ду-Сул Гремио     | Минас-Жерайс Америка Минейро |

## Титулов у команд
- Крузейро 2 кубка
- Америка Минейро 1 кубок
- Гремио 1 кубок (Копа Сул)